# Stazione di Olmedo
La stazione di Olmedo è una stazione ferroviaria al servizio del comune di Olmedo, lungo la linea Sassari-Alghero.

## Storia

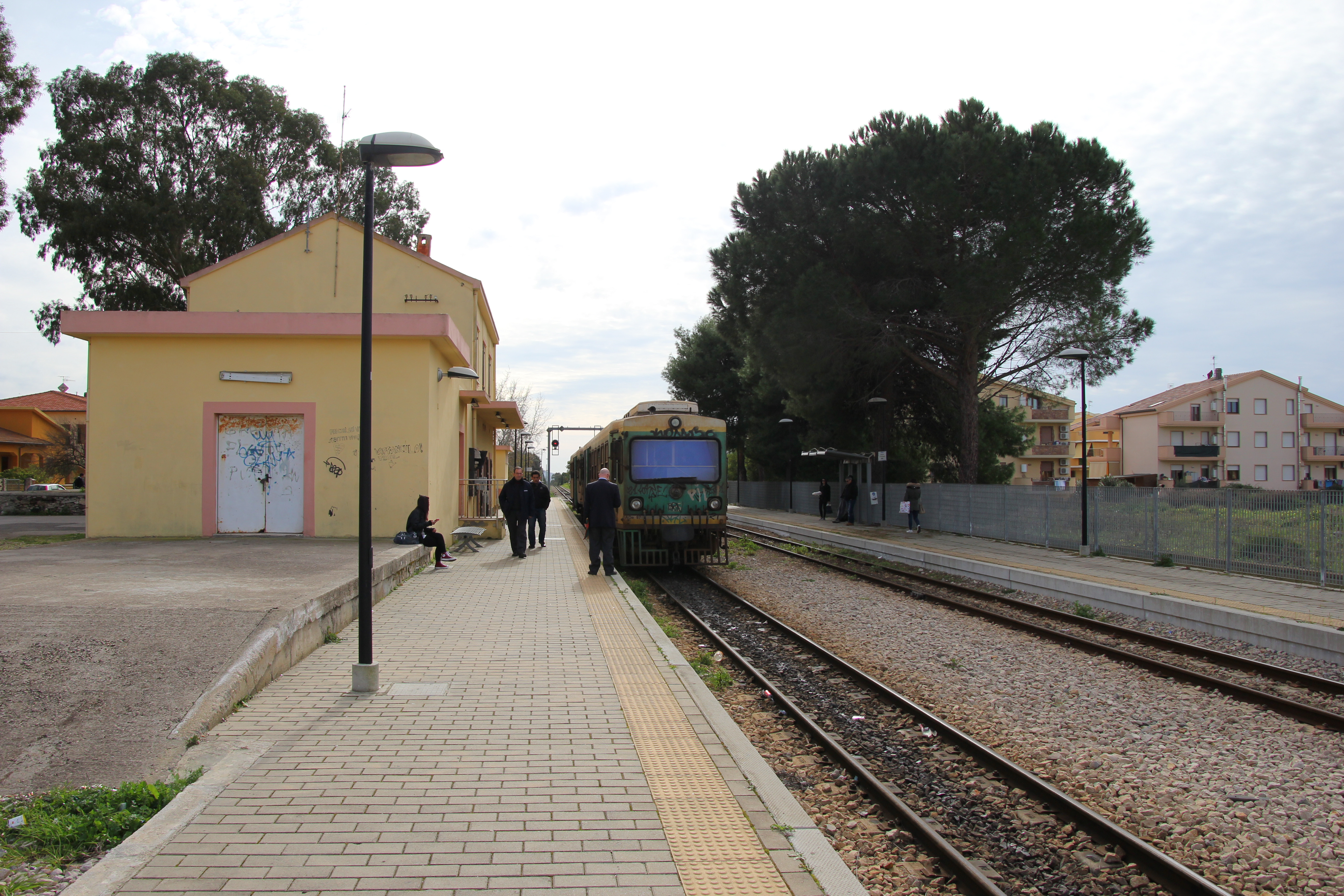
Vista dell'impianto in direzione Alghero dopo i lavori di inizio anni dieci

La stazione fu realizzata insieme alla linea ferroviaria a scartamento ridotto tra Sassari e Alghero nell'ultima parte dell'Ottocento ad opera della Strade Ferrate Secondarie della Sardegna, venendo attivata con essa nel 1889.
Nel corso dei decenni si registreranno vari passaggi di gestione dell'impianto e della ferrovia, dal 1921 sotto l'amministrazione delle Ferrovie Complementari della Sardegna, a cui seguiranno le Strade Ferrate Sarde nel 1941, le Ferrovie della Sardegna nel 1989 (poi ARST Gestione FdS dal 2008) e l'ARST nel 2010. Sempre a inizio anni dieci l'impianto fu sottoposto a lavori di ristrutturazione dell'infrastruttura ferroviaria, in occasione dei lavori di sostituzione dell'armamento lungo l'intera Sassari-Alghero.

## Strutture e impianti

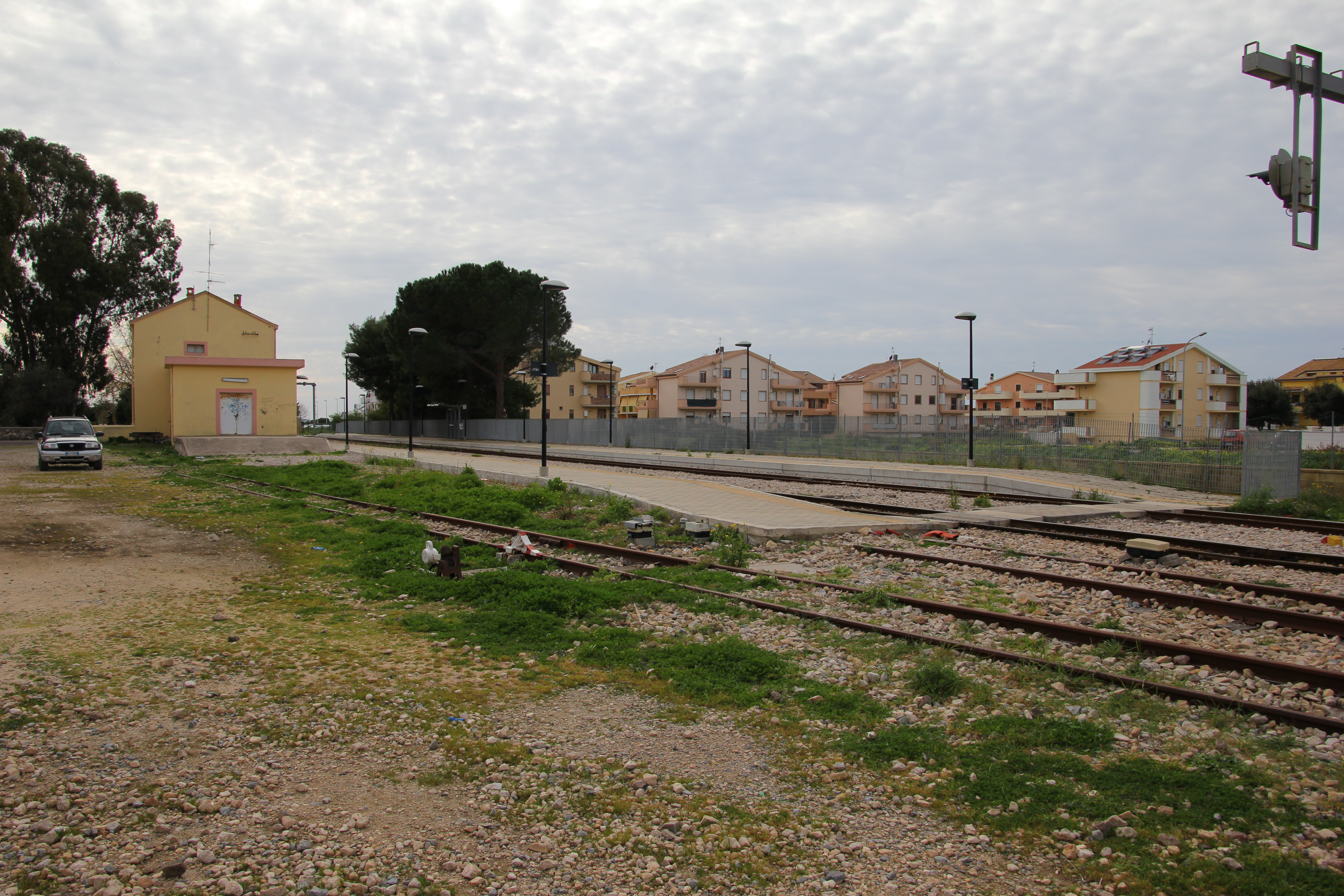
In primo piano i binari dell'ex scalo merci, sulla destra i due in uso per il servizio viaggiatori compresi tra le rispettive banchine

Quello di Olmedo è un impianto con configurazione di stazione passante, dotato complessivamente di quattro binari a scartamento da 950 mm. Il primo di essi è il binario di corsa, che assieme al secondo (passante) è in uso per il servizio viaggiatori e per gli incroci tra convogli; entrambi sono serviti da due banchine, poste in posizione periferica rispetto alla linea. Dal binario uno hanno inoltre origine due tronchini, di cui uno terminante dinanzi alla banchina del binario uno e l'altro nell'area dell'ex scalo merci, utilizzati per il rimessaggio di rotabili ed in passato per il servizio merci. Nella configurazione originale era invece uno il tronchino che serviva quest'area, che oltre ai binari comprende un piano caricatore (in disuso ma ancora presente) ed il magazzino merci.
Quest'ultimo è un'ala della costruzione principale della stazione: il fabbricato viaggiatori, realizzato secondo i canoni architettonici comuni a molti degli scali SFSS di fine Ottocento: si tratta infatti di una costruzione a due piani e tre luci di ingresso, con annessi appunto i locali del servizio merci. In un ulteriore fabbricato sono ospitati i servizi igienici.
Il movimento nello scalo può essere gestito sia in loco che in telecomando dalla stazione di Sassari tramite sistema ACEI-CTC.

## Movimento

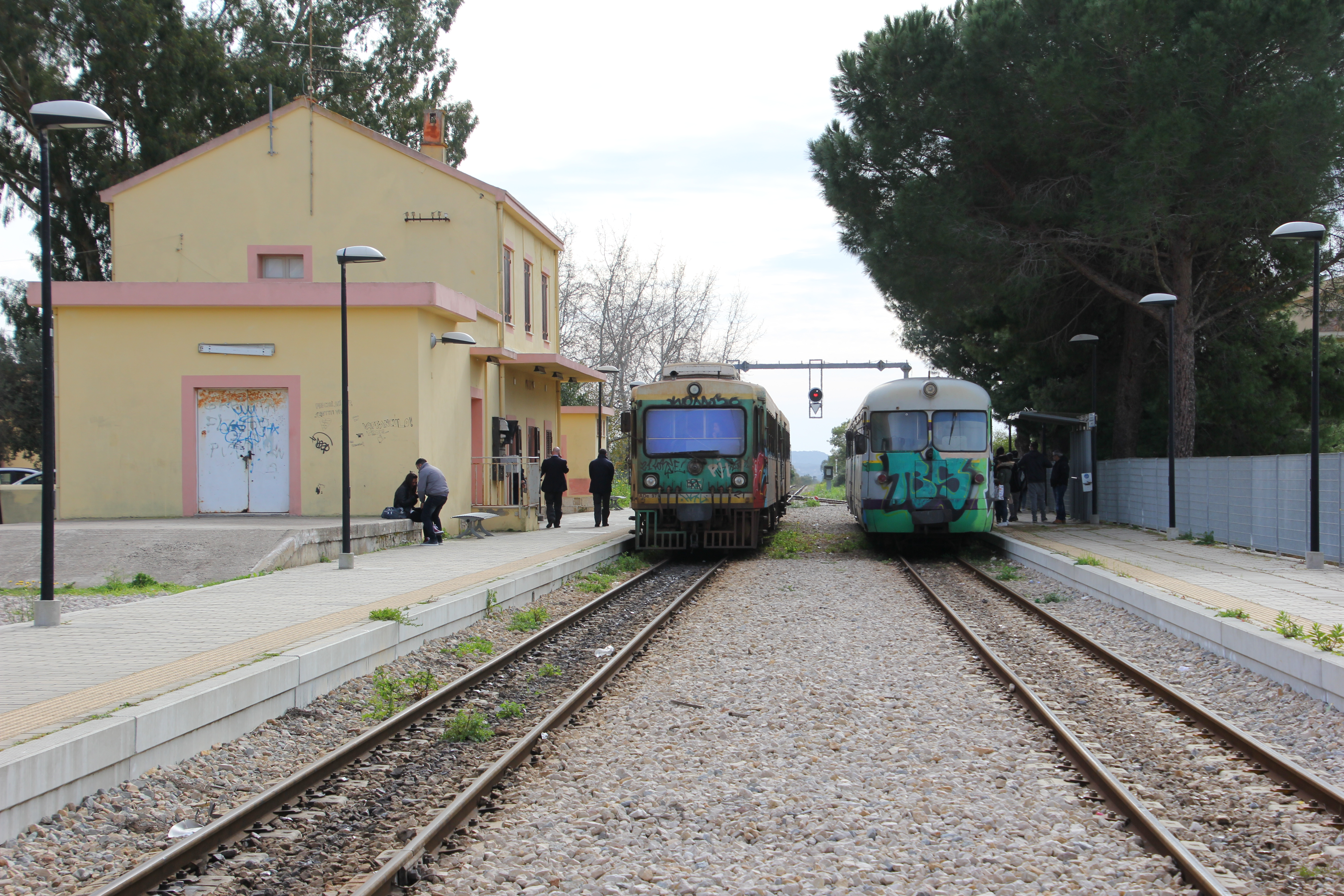
Convogli dell'ARST in sosta nell'impianto

La stazione è servita dai treni dell'ARST in transito lungo la Sassari-Alghero, che consentono il collegamento con le due città capolinea e con varie fermate poste nelle campagne tra i due centri.

## Servizi
Nell'impianto è presente una biglietteria automatica, ubicata nella sala d'attesa situata all'interno del fabbricato viaggiatori.
- Biglietteria automatica
- Sala d'attesa